# دير حسان
دير حسان قرية سورية تتبع ناحية الدانا في منطقة حارم في محافظة إدلب. بلغ عدد سكانها 1875 نسمة في عام 2004 حسب إحصاء المكتب المركزي للإحصاء.
تقع في أطراف سهل الحلقة شمال مدينة إدلب وتبعد عنها 40 كم وشمال مدينة الدانا وتبعد عنها 2 كم.

## التسمية
يذكر الأب شلحت فيرى أن تسميته من الآرامية السورية القديمة بمعنى دير المناص أما الأب ارملة يقول إنها من الآرامية وتعني دير حشنا تحولت إلى دير حسان، ويرى أهله أن تسميته جاءت من تسمية الدير والراهب صاحب الدير.
ذكرها البغدادي في كتابه مراصد الاطلاع على أسماء الأمكنة والبقاع باسم دير حشيان، بالشين المعجمة الساكنة، وياء مثناه من تحت، وآخره نون، وقال:"قرية بنواحي حلب من العواصم"، وقال فيها حمدان بن عبد الرحيم الأتاربي :
يا لهف نفسي مما أكابدهُ إن لاح برقٌ من ديرِ حَشْيان

## تاريخياً
دير حسان هو موقع أثري وقرية مسكونة بالكامل في الأبنية الأثرية القديمة، تقع في القسم الغربي من سهل الدانا، وتبعد عنها 2 كم، من آثارها بقايا كنيسة من القرن السادس الميلادي، ودير وبرج، وبعض جدران فيلات مبعثرة.

## حالياً
يبلغ مساحتها (1393) هيكتاراً، فيها الكثير من المعالم الحديثة بجانب الأثآر القديمة منها مسجد ومدرسة ابتدائية عدد تلاميذها (279) تلميذاً وتلميذة. ومدرسة إعدادية عدد طلابها (93) طالباً وطالبة.
يعمل عدد من أهلها بالزراعة، أهم مزروعاتها أشجار الزيتون والكروم والتين في المناطق الوعرة، والحبوب والتبغ في المناطق السهلية.
فيها كافة المرافق الخدمية من الكهرباء والهاتف والخدمات الصحية والمرافق وفرن مركزي وفيها مجموعة من الآبار الارتوازية التي تجمع في صهاريج محفورة في الصخر.